# Świerkocin (Olsztynek)
Świerkocin (deutsch Schwirgstein) ist ein Dorf in der polnischen Woiwodschaft Ermland-Masuren. Es gehört zur Gmina Olsztynek (Stadt- und Landgemeinde Hohenstein i. Ostpr.) im Powiat Olsztyński (Kreis Allenstein).

## Geographische Lage
Świerkocin liegt am Südufer des Dorfsees (polnisch Jezioro Wieskie) im südlichen Westen der Woiwodschaft Ermland-Masuren, 32 Kilometer südöstlich der einstigen Kreisstadt Osterode in Ostpreußen (polnisch Ostróda) bzw. 23 Kilometer südwestlich der heutigen Kreismetropole und Woiwodschaftshauptstadt Olsztyn (deutsch Allenstein).

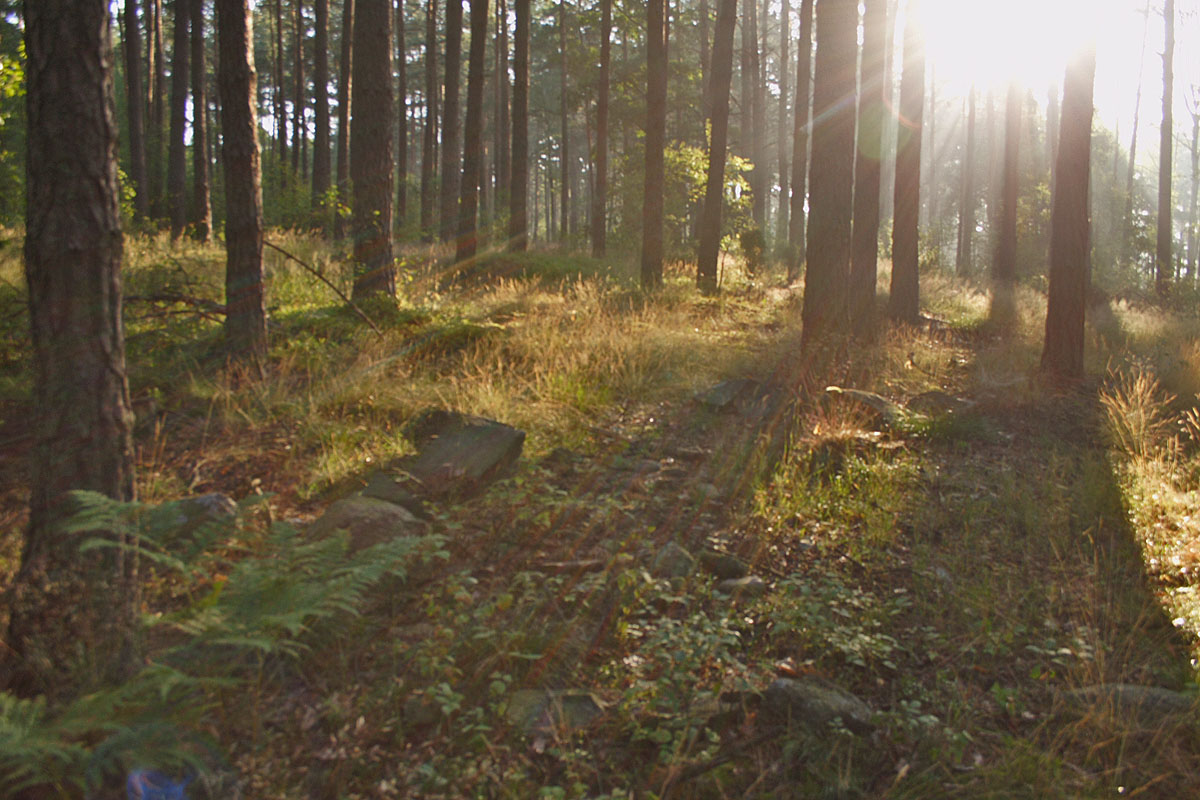
Ausgrabungsfunde im Wald bei Świerkocin

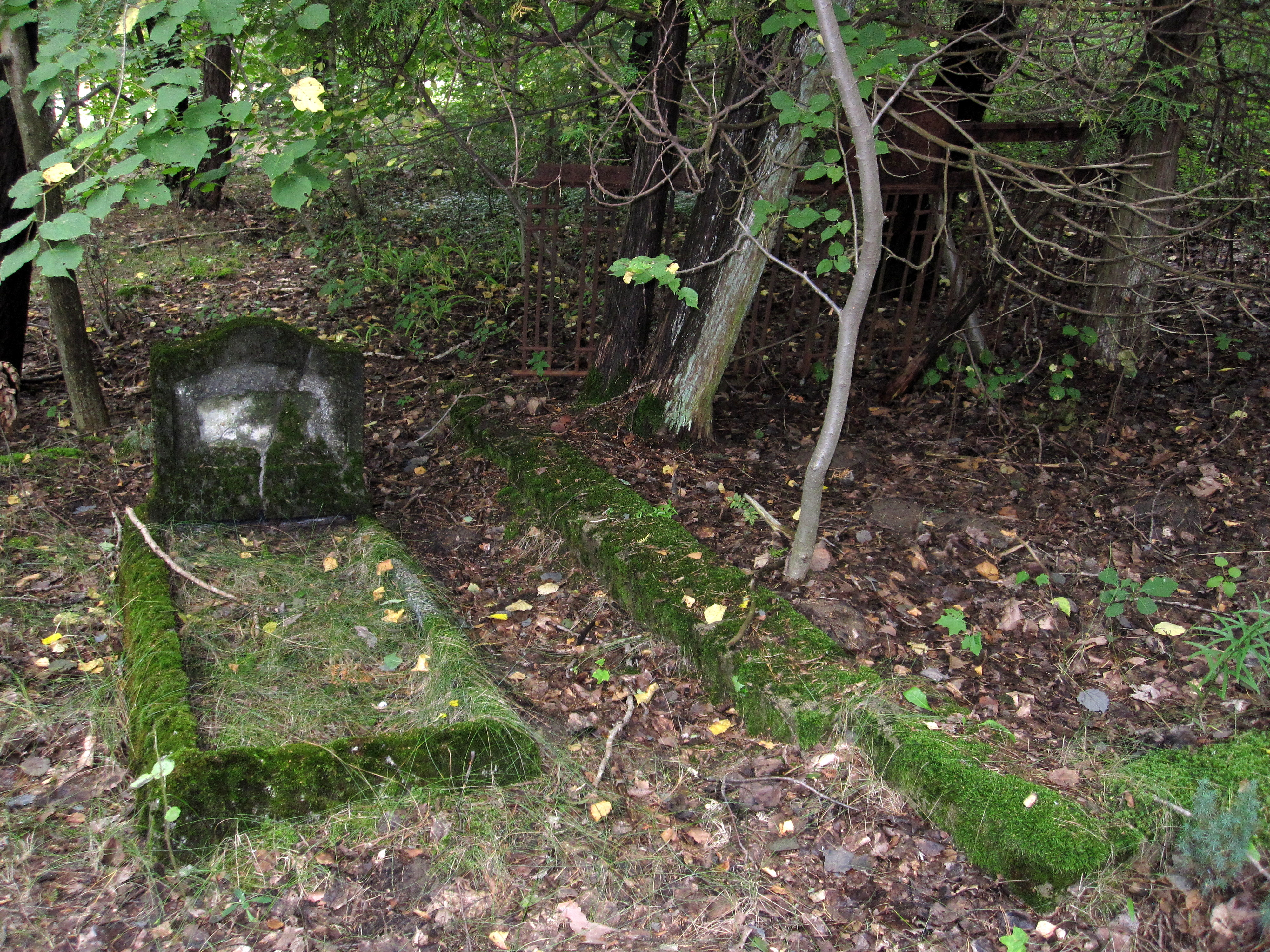
Verwaiste Grabstelle auf dem alten Friedhof

## Geschichte
Swirxstein wurde erstmals 1410 erwähnt. Das Dorf bestand aus mehreren kleinen Gehöften. Zwischen 1874 und 1945 war die Landgemeinde Schwirgstein in den Amtsbezirk Hohenstein i. Ostpr.-Land (polnisch Olsztynek) im Kreis Osterode in Ostpreußen eingegliedert.
110 Einwohner waren im Jahre 1910 in Schwirgstein gemeldet. Im Jahre 1933 belief sich die Einwohnerzahl auf 111, und im Jahre 1939 auf 108.
Aufgrund der Bestimmungen des Versailler Vertrags stimmte die Bevölkerung in den Volksabstimmungen in Ost- und Westpreußen am 11. Juli 1920 über die weitere staatliche Zugehörigkeit zu Ostpreußen (und damit zu Deutschland) oder den Anschluss an Polen ab. In Schwirgstein stimmten 80 Einwohner für den Verbleib bei Ostpreußen, auf Polen entfielen keine Stimmen.
In Kriegsfolge wurde 1945 das gesamte südliche Ostpreußen an Polen abgetreten. Schwirgstein erhielt die polnische Namensform „Świerkocin“ und ist heute mit dem – auch für den Nachbarort Waszeta (Waschetta, 1938 bis 1945 Waschette) zuständigen – Schulzenamt (polnisch Sołectwo) eine Ortschaft im Verbund der Stadt- und Landgemeinde Olsztynek (Hohenstein i. Ostpr.) im Powiat Olsztyński (Kreis Allenstein), bis 1998 der Woiwodschaft Olsztyn, seither der Woiwodschaft Ermland-Masuren mit Sitz in Olsztyn (Allenstein). Am 26. Oktober 2020 waren in Świerkocin 58 Einwohner gemeldet.

## Kirche
Bis 1945 war Schwirgstein in die evangelische Pfarrkirche Hohenstein (Ostpreußen) in der Kirchenprovinz Ostpreußen der Kirche der Altpreußischen Union, außerdem in die römisch-katholische Kirche der Stadt Hohenstein im Bistum Ermland eingepfarrt.
Heute gehört Świerkocin zur katholischen Stadtkirche Olsztynek, jetzt im Dekanat Olsztynek im Erzbistum Ermland gelegen, sowie zur evangelischen Kirchengemeinde dort, jetzt eine Filialgemeinde der Christus-Erlöser-Kirche Olsztyn in der Diözese Masuren der Evangelisch-Augsburgischen Kirche in Polen.

## Verkehr
Nach Świerkocin führt eine Nebenstraße, die von der Landesstraße 58 zwischen Kołatek (Schlagamühle) und Swaderki (Schwedrich) abzweigt. Eine Bahnanbindung besteht nicht.